# Zbór Kościoła Ewangelicznych Chrześcijan w Żywcu
Zbór Kościoła Ewangelicznych Chrześcijan w Żywcu – ewangeliczna wspólnota chrześcijańska, należąca do Kościoła Ewangelicznych Chrześcijan w RP, będącego częścią rodziny wolnych kościołów protestanckich. Siedziba zboru znajduje się w Żywcu przy ul Półkole 2.

## Historia
Zbór rozpoczął działalność w 1982, a jego utworzenie i dalsze funkcjonowanie związane było z rodzinami Kozłów i Stasiców. Początkowo jego siedziba mieściła się w budynku prywatnym przy ul. Łączki 30, tam też prowadzone były nabożeństwa. Działała również placówka w Pietrzykowicach. Następnie siedzibę zboru przeniesiono do uprzednio dostosowanego do potrzeb wspólnoty obiektu przy ul. Półkole 2 z salą nabożeństw na 45 miejsc. Zbór początkowo wchodził w skład Zjednoczonego Kościoła Ewangelicznego w PRL, a po jego podziale w 1987 stał się częścią nowo utworzonego Kościoła Ewangelicznych Chrześcijan. 
W wyniku podziału w łonie zboru w 1995, część jego wiernych odłączyła się od Kościoła Ewangelicznych Chrześcijan, tworząc niezależny związek wyznaniowy Zbór Ewangeliczny „Jeruzalem” w Żywcu.
W 2006 zbór liczył 30 wiernych.
Z uwagi na znaczny wzrost liczby wiernych w kolejnych latach, zbór podjął decyzję o rozbudowie dotychczasowego budynku, którą rozpoczęto w 2018. W nowej części, oddanej do użytku w 2022 i połączonej ze starym obiektem, powstała nowa sala nabożeństw na 100 miejsc siedzących, jak również hol wejściowy, kuchnia i toalety. W starej części zlokalizowane są dwie salki katechetyczne oraz pomieszczenie na spotkania młodzieżowe. Dotychczasowa kaplica zboru została przeznaczona na cele mieszkalne.

## Działalność
Pastorem zboru jest Dawid Kozioł. Nabożeństwa odbywają się w niedziele. Charakteryzują się one prostą formą i składają się z kazań opartych na Biblii oraz wspólnego śpiewu i modlitwy. Prowadzone są także cotygodniowe spotkania modlitewne oraz studium biblijne.
Raz w tygodniu odbywają się ponadto spotkania grupy wsparcia dla osób z nałogami i cierpiących na depresję. Prowadzony jest punkt katechetyczny dla dzieci, organizujący również zajęcia odbywające się w trakcie ferii zimowych oraz wakacji, a także inne spotkania w czasie trwania roku szkolnego.
Zbór prowadzi ewangelizacje uliczne na terenie miasta, podczas których dystrybuowana jest literatura chrześcijańska. Angażuje się w Projekt „Filip”, wpiera też misję prowadzoną przez Ligę Biblijną i „CEF Polska – Społeczność Ewangelizacji Dzieci” oraz organizacje „I'll Be Honest” i „Open Doors”, jak również Wydawnictwo „Legatio”. Zajmuje się działalnością charytatywną, związaną z pomocą jego członkom, jak rownież innym osobom znajdującym się w sytuacjach kryzysowych, jak poszkodowanym w wyniku powodzi czy pożaru, a także chrześcijanom z terytorium Ukrainy objętego działaniami wojennymi. Prowadzona jest współpraca z innymi zborami Kościoła Ewangelicznych Chrześcijan w RP oraz partnerską wspólnotą z Irlandii Północnej i organizacją „European Mission Fellowship”.